# Lao Khao
Lao Khao (Thai: เหล้าขาว - [lâo kʰǎːo], weißer Schnaps, alternative Schreibweise: Lao Kao) ist eine Spirituose aus Thailand, die aus Klebreis destilliert wird. 
Lao Khao wird legal von der thailändischen Regierung in zwei Sorten mit etwa 35 % und etwa 40 % Alkohol-Gehalt hergestellt und landesweit vertrieben. Die beiden Sorten unterscheiden sich in der Farbe des Etiketts.
Sura Khao (สุราขาว), so der offizielle Name, wird sehr günstig angeboten. Es ist wesentlich billiger als alle anderen einheimischen Spirituosen Thailands oder auch Bier, und unter den einkommensschwachen Bevölkerungsschichten in Thailand ein sehr beliebtes Getränk.
Lao Khao wird jedoch auf dem Lande auch häufig schwarz gebrannt. Dazu wird nicht nur Klebreis als Grundzutat verwendet, sondern auch Kokoswasser, Taro-Knollen, Zuckerrohr oder auch der Saft der Zuckerpalme. Dabei kann ein Alkohol-Gehalt von bis zu 95 % erzielt werden.
Manchmal werden beim Herstellungsprozess auch bis zu elf verschiedene Kräuter hinzugegeben. Nach einer Reifeperiode von zwei bis vier Wochen kann das fertige Getränk, dann  Ya Dong (ยาดอง, wörtl. „(in Alkohol) fermentierte Kräuter“) genannt, verzehrt werden. Angeblich soll Ya Dong bei Müdigkeit oder Schwäche „medizinisch angewendet“ werden. Heutzutage sind die elf Kräuter als Fertigmischung landesweit in Drogerien erhältlich.

## Geschichte
Sicher ist, dass die Lao Khao-Produktion während der Ayutthaya-Periode vor etwa 400 Jahren, unter der Herrschaft König Narais des Großen, ein blühender Industriezweig war. Dies ist belegbar durch ein Memorandum des damaligen französischen Gesandten am Hofe Ayutthayas, der berichtete, dass der König eine Steuererhöhung für Lao Khao von einem auf zwei Salüng veranlasst habe.
In der Rattanakosin-Periode nahm die Beliebtheit von Lao Khao weiter zu, so dass König Phra Phutthayotfa Chulalok (Rama I.) im Jahre 1786 Thailands erste Destillerie errichten ließ. Die überall existierenden privaten Brennereien wurden für illegal erklärt.

## Heutige Situation
Obwohl heutzutage eine Reihe von Firmen staatliche Lizenzen zur Herstellung von Lao Khao erhalten haben, ist die Schwarzbrennerei auf dem Lande überwiegend die Regel. Der beste Lao Khao wird in den nördlichen Provinzen hergestellt: Kamphaeng Phet, Sukhothai bis nach Chiang Rai. Hier finden sich auch die besten Rohstoffe: Klebreis (Khao Niau), Hefe und Gewürze, die einen hervorragenden Geschmack sowie einen hohen Alkoholgehalt garantieren.